# Gustave-Roussy
Cet article concerne l'institut de cancérologie. Pour le médecin cancérologue, voir Gustave Roussy.
Pour les articles homonymes, voir IGR.
Gustave-Roussy (typographié Gustave Roussy) est un centre régional de lutte contre le cancer situé à Villejuif dans le Val-de-Marne en France. Il était auparavant connu sous le nom d’institut Gustave-Roussy ou IGR.

## Statuts et organisations
Gustave-Roussy est un centre de lutte contre le cancer (CLCC), régi par les articles L. 6162-1 à L. 6162-13 du code de la santé publique. Les CLCC sont des personnes morales de droit privé relevant du statut des ESPIC (établissements de santé privés d'intérêt collectif). L'institut est habilité à recevoir des dons et legs.

## Historique
L'institut est créé par Gustave Roussy en 1926.

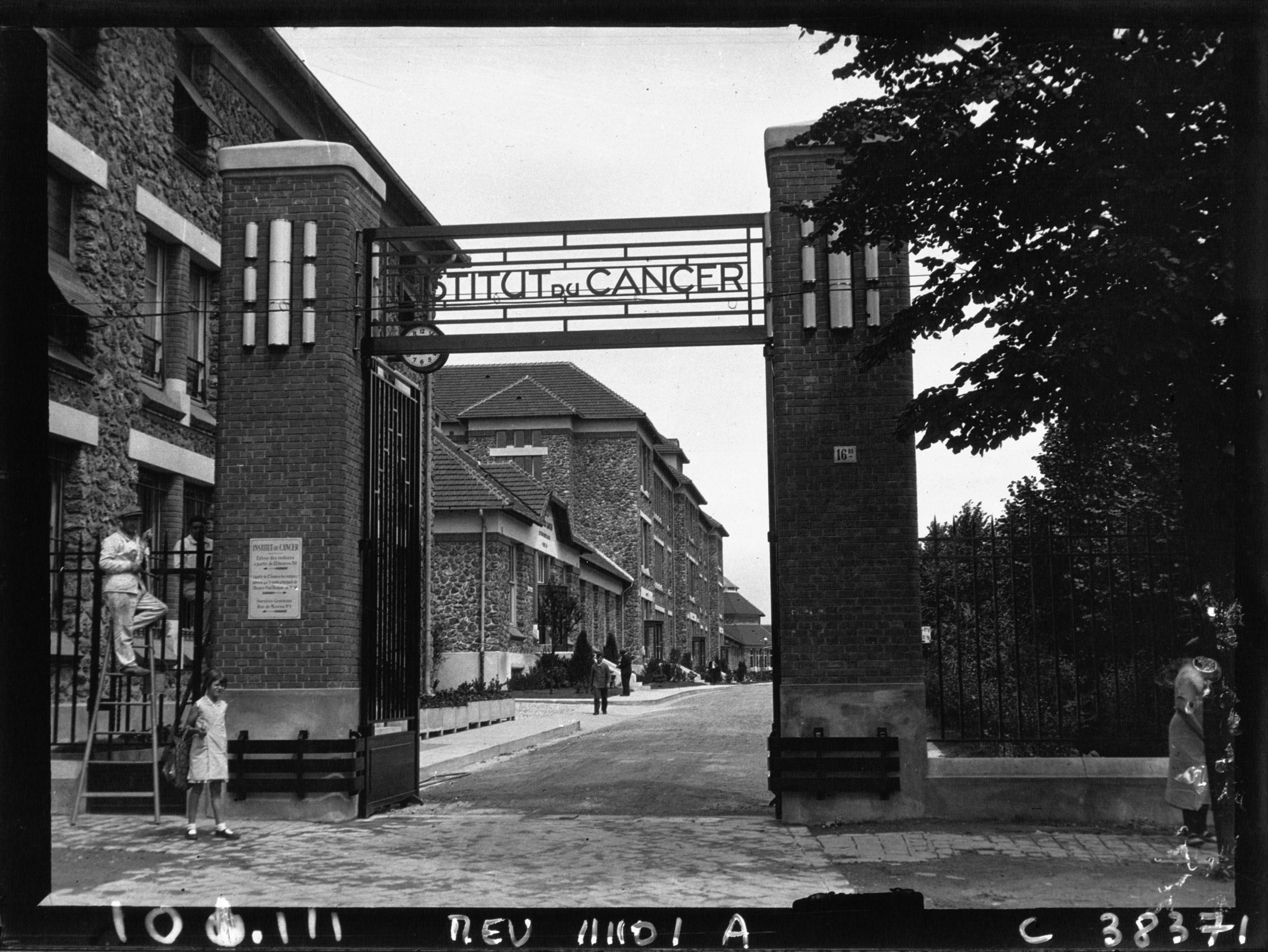
Inauguration en 1934 (portail).
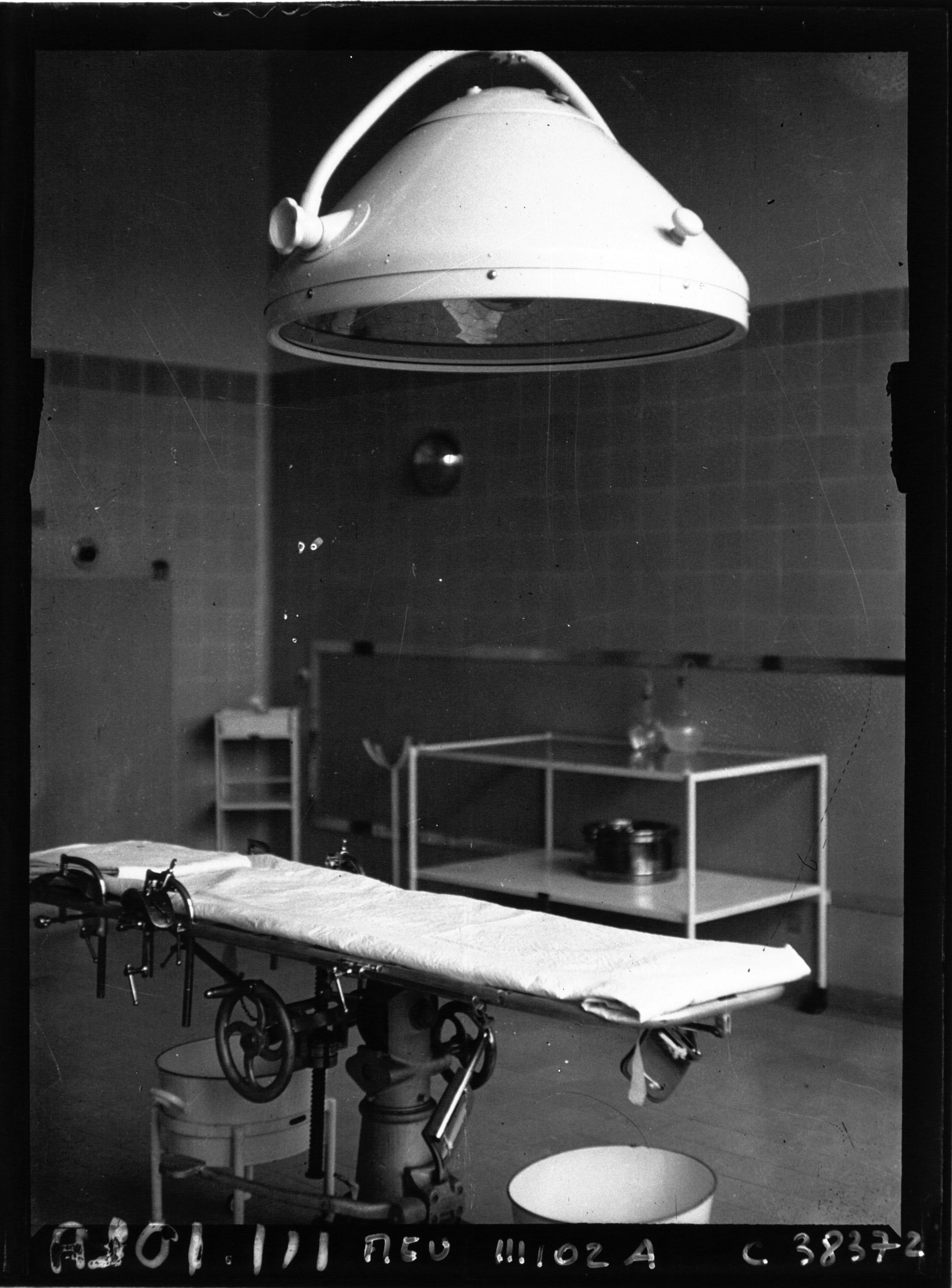
Inauguration en 1934 (salle).
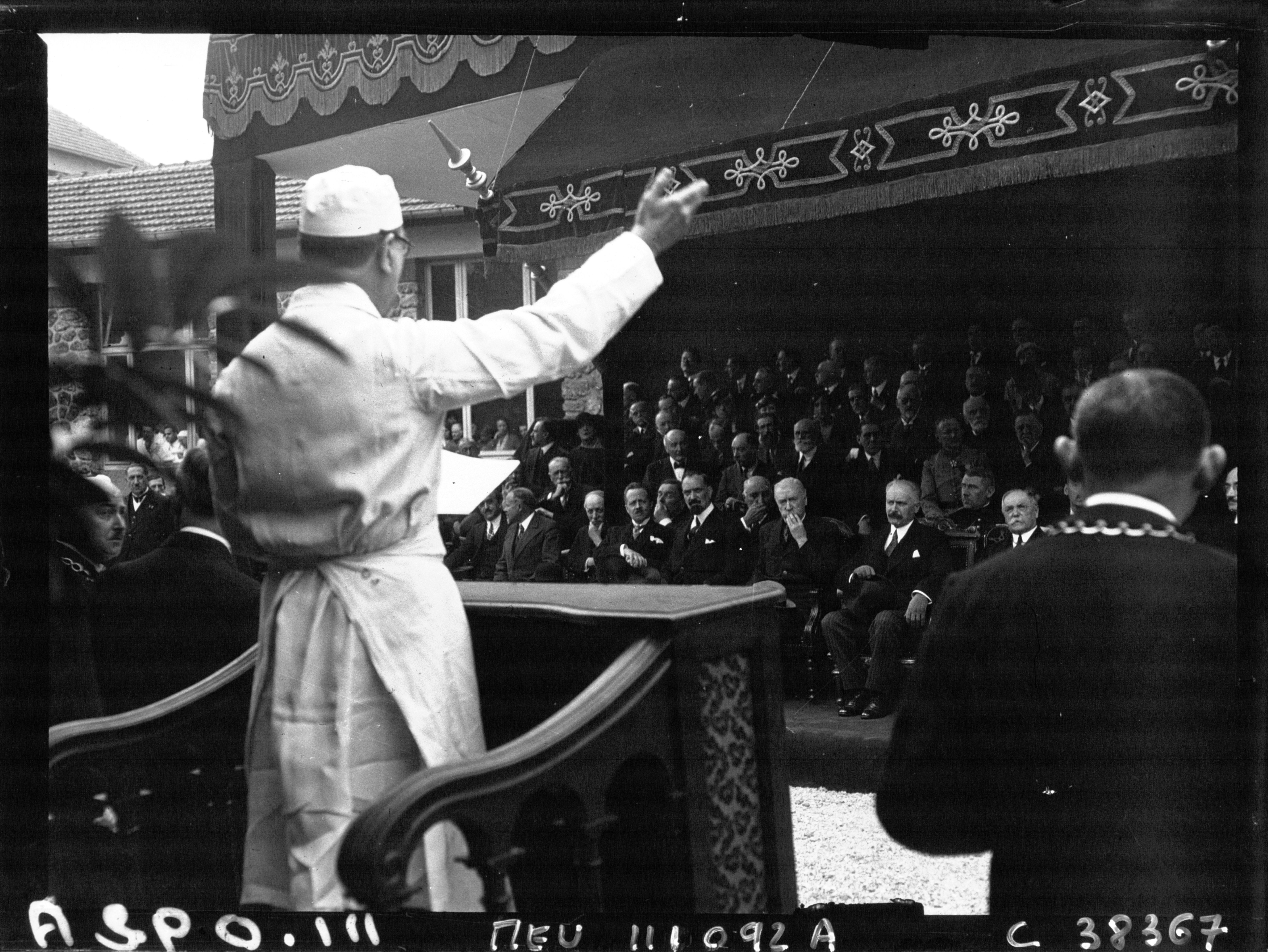
Inauguration en 1934 (discours du professeur Roussy).
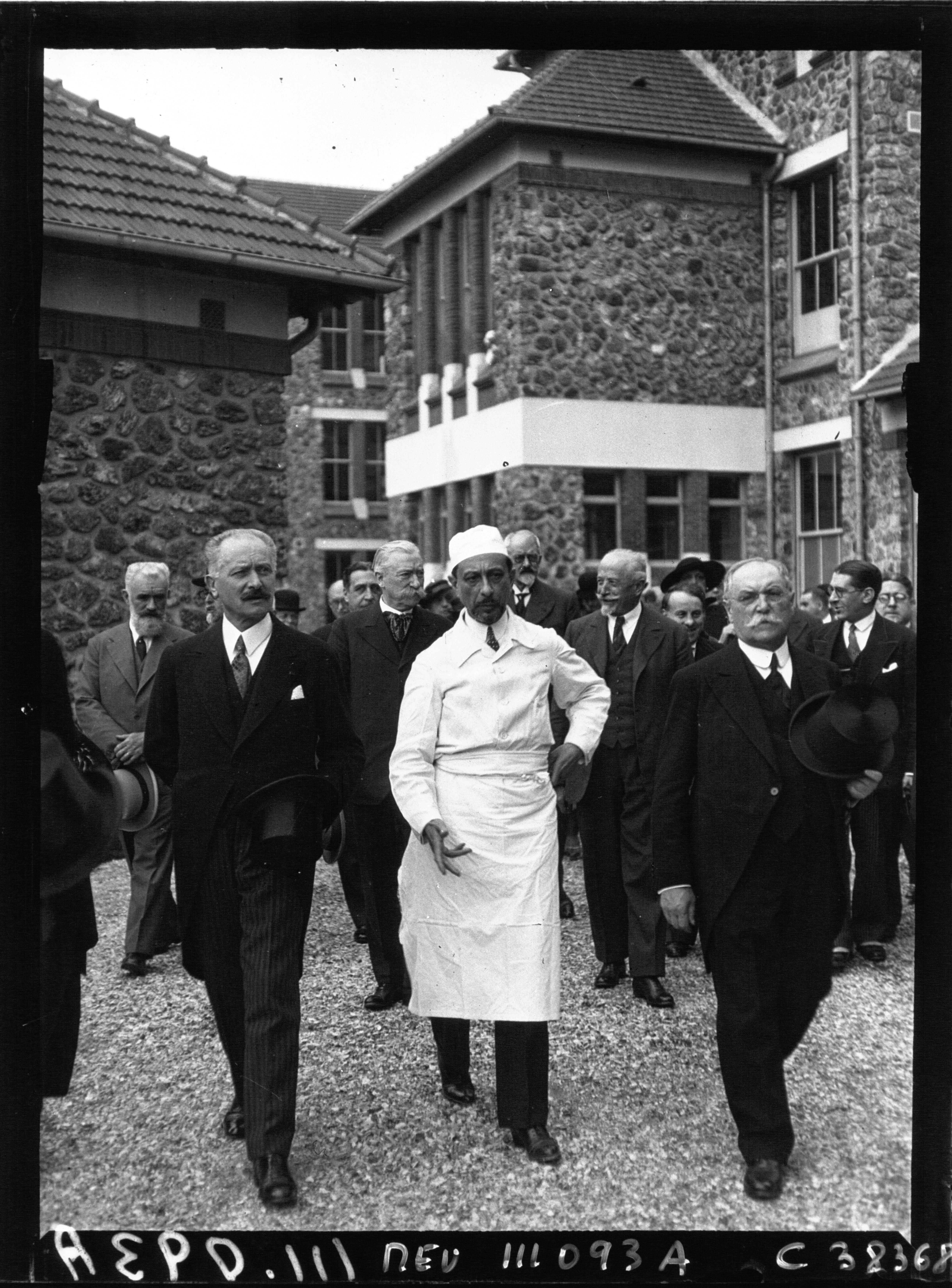
Inauguration en 1934 (le président Lebrun et le professeur Roussy).

Le bâtiment principal actuel, dont la commande avait été lancée par Pierre Denoix, est l'œuvre de l'architecte Pierre Laborde. Conçu dès 1964 comme un hôpital « en hauteur », il n'a été inauguré qu'en mai 1980 par suite de retards pris dans les études et dans la conduite du chantier. L’hôpital, haut de quatorze étages à l’origine, est bâti autour d’une tour centrale qui contient les circulations verticales et qui joue le rôle d’un véritable pivot. Cet axe vertical dessert, d’un côté, un très vaste bâtiment, en forme de barre ou de « bras », destiné à la consultation et à la recherche et, de l’autre, les bâtiments d’hospitalisation disposés en « demi-étoile » à quatre « doigts ». Complété d'un premier bâtiment destiné à la recherche ouvert en 1981 et agrandi en 1985, puis d'un bâtiment supplémentaire destiné à la recherche translationnelle inauguré en 2013, l'hôpital bénéficie depuis 2004 d'une extension améliorant largement son fonctionnement et l'accès des patients aux consultations. Au 1er janvier 2015, Gustave-Roussy a fusionné avec le CHSP de Chevilly-Larue.
En avril 2019 trois nouvelles salles de radiologie interventionnelle sont inaugurées, ce qui en fait le plus important plateau de ce type en Europe, entièrement destiné à la cancérologie. La radiologie interventionnelle est une technique de diagnostic et de traitement dite « mini-invasive », qui s'appuie sur l'image pour guider l'accès à des organes situés en profondeur, sans avoir à « ouvrir » les patients. Gustave Roussy réalise chaque année plus de 4 000 interventions de ce type.
Une chapelle est ouverte en permanence et accessible à tous,.
En 2025, l'institut est condamné pour licenciement abusif.

## Chiffres clés
Gustave-Roussy est, à l'échelle européenne, le premier centre de soins, de recherche et d'enseignement en cancérologie.
Personnels : 
- 3 100 professionnels
- dont 950 personnels à la recherche
- 520 médecins
- 1 200 personnels soignants (infirmiers, aide-soignants)

Recherche et enseignement : 
- 34 équipes de recherche
- 74 millions d’euros consacrés à la recherche
- 3 300 étudiants et professionnels formés en présentiel par an

Activité : 
- 427 lits d'hospitalisation et 124 places d'hôpital de jour
- 5 850 nouveaux patients en hospitalisation
- 223 500 consultations dispensées à 48 000 patients

## Directeurs de Gustave Roussy
- Gustave Roussy, 1926-1947
- René Huguenin, 1947-1955
- Pierre Denoix, 1956-1982
- Yves Cachin, 1974-1978 (directeur par intérim)
- Maurice Tubiana, 1982-1988
- Robert Flamant, 1988-1994
- Thomas Tursz, 1994-2010
- Alexander Eggermont, 2010-2019
- Jean-Charles Soria, 2020-2021
- Fabrice Barlesi, depuis août 2021

## Personnalités liées à l'institut
- Dominique Belpomme, cancérologue
- Georges Mathé[7], cancérologue et immunologue
- Émile Papiernik, gynécologue-obstétricien
- Claude Parmentier, cancérologue
- Daniel Schwartz[8], chef des services statistiques à l'Institut Gustave-Roussy
- Odile Schweisguth, fondatrice du service de cancérologie pédiatrique
- William Vainchenker, médecin spécialiste de l'hématopoïèse
- Jean-Paul Thiery, biologiste pionnier de la transition epithélio-mésenchymateuse
- Guido Kroemer, médecin cancérologue et immunologiste, découvreur de la mort cellulaire immunogène
- Laurence Zitvogel, oncologue et biologiste
- François-Guy Hourtoulle, chirurgien[9].
- Frédéric Triebel

## Incidents et accidents
Le 16 novembre 2012, environ 14 000 litres d'effluents radioactifs, constitués par les  urines de patients traités en médecine nucléaire, ont été rejetés accidentellement dans les égouts. L'autorité de sûreté nucléaire (ASN) a classé cet incident au niveau 1 de l'échelle INES.
En 2017, un ancien virologue de l'Institut est condamné à cinq ans de prison pour avoir empoisonné trois de ses collègues avec de l'azoture de sodium en mars 2014.
En 2019, un enfant meurt d'un surdosage médicamenteux à la suite d'une erreur humaine à la pharmacie de l'IGR,,,,,. Cet accident, très médiatisé dans la mesure où la situation dangereuse à l'origine de l'accident avait été signalée auparavant par des médecins à la Ministre de la Santé, amène à la redéfinition des procédures pharmaceutiques.[pertinence contestée]

## École des sciences du cancer Gustave-Roussy
Conjointement avec la Faculté de médecine de l'Université Paris-Saclay, l'Institut Gustave-Roussy dirige l'École des sciences du cancer, un établissement universitaire spécialisé dans la cancérologie. Les enseignements se déroulent au Cancer Campus à Villejuif dans le Val-de-Marne.
Aux différentes formations proposées par la faculté de médecine (oncologie de l'adulte, de l'adolescent et de l'enfant ; chirurgie ; bonnes pratiques ; imagerie médicale ; radiothérapie ; autres formations), l'établissement intègre l'École doctorale de Cancérologie, Biologie, Médecine, Santé (et son Master 2 Biologie et santé, spécialité Cancérologie) créée avec l'École normale supérieure Paris-Saclay.
Dirigée en 2015 par Pierre Blanchard, l'école avait formé près de 2 800 étudiants et décernait vingt-six diplômes universitaires.

## Desserte

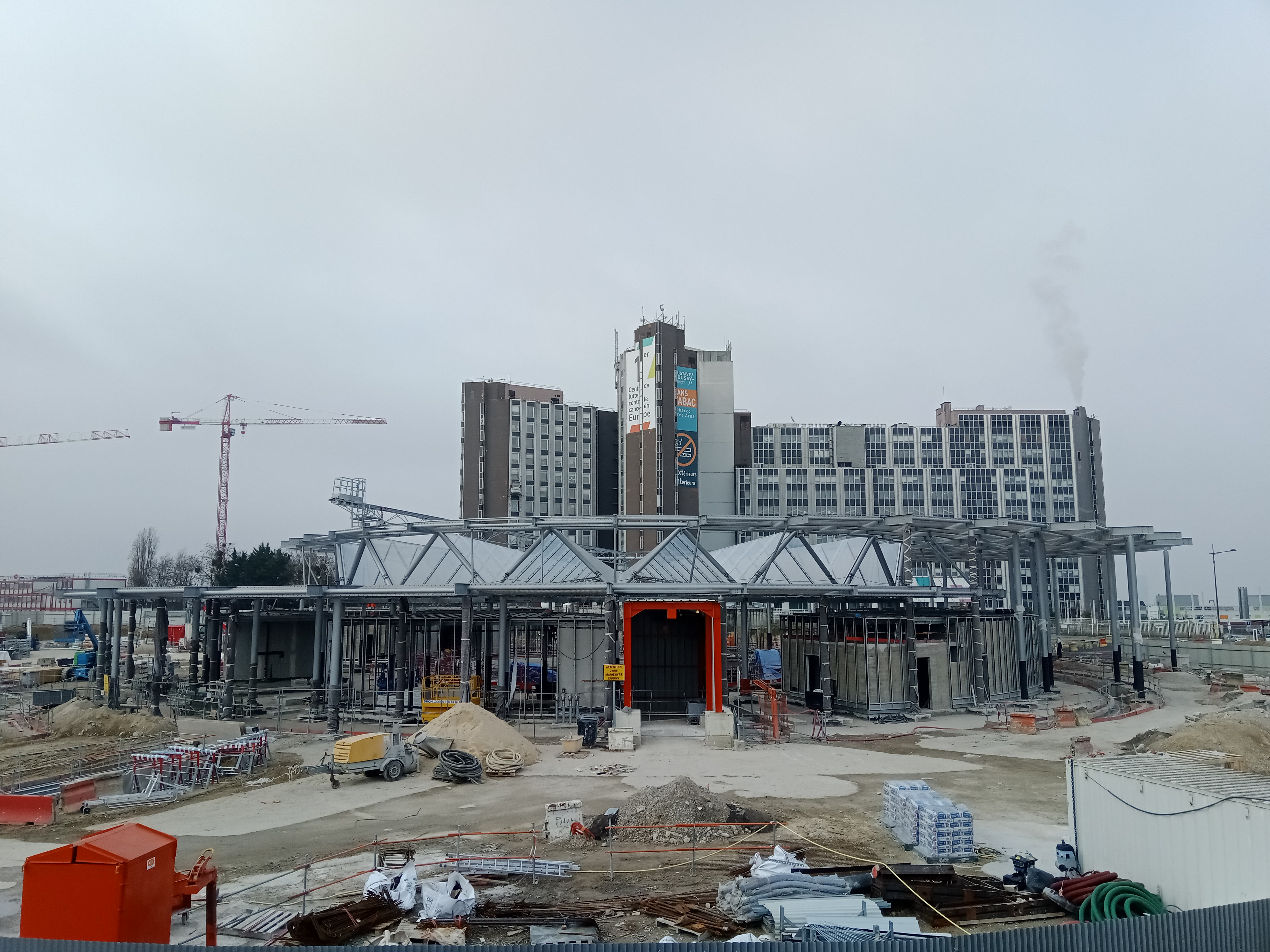
La station Villejuif - Gustave Roussy en construction au pied de l'institut en janvier 2024.

L'institut Gustave Roussy est desservi par les lignes de bus 131, 380 et V7 (RATP) à l'arrêt Institut Gustave-Roussy, par la ligne de bus 162 (RATP) Institut Gustave-Roussy - Hautes-Bruyères  et également à l'arrêt Institut Gustave-Roussy entrée principale par le bus 380 (RATP).
Depuis le 18 janvier 2025, le site est desservi par la station de métro Villejuif - Gustave Roussy, située dans le parc départemental des Hautes-Bruyères, devant l’entrée de l'institut. Construite dans le cadre du Grand Paris Express, elle est desservie par la ligne 14 et sera desservie par la ligne 15 (à l'été 2026). Les quais de la ligne 15 se trouveront à une profondeur de 48 mètres.